# Ryszard Krajewski (koszykarz)
Ryszard Krajewski (ur. 1952) – polski koszykarz, występujący na pozycji środkowego, medalista mistrzostw Polski.

## Osiągnięcia
Drużynowe
- Brązowy medalista mistrzostw Polski (1978)
- Awans do najwyższej klasy rozgrywkowej z ŁKS-em Łódź (1975, 1980)